# Драйвер, Адам
А́дам Дуглас Дра́йвер (англ. Adam Douglas Driver, род. 19 ноября 1983, Сан-Диего) — американский актёр. Двукратный номинант на премии «Оскар» и «Золотой глобус», а также номинант на премии «Эмми» и «Тони».
Драйвер — ветеран Корпуса морской пехоты США. Он также являлся основателем Arts in the Armed Forces, некоммерческой организации, которая предоставляла бесплатные художественные программы американским военнослужащим, ветеранам, вспомогательному персоналу и их семьям по всему миру.

## Биография
Драйвер родился в Сан-Диего, Калифорния, в семье Нэнси Райт (Нидхэм), помощника юриста, и Джо Дугласа Драйвера. У него голландские, английские, немецкие, ирландские и шотландские корни. Его отчим, Родни Райт, является священником в баптистской церкви. Когда Драйверу было семь лет, он вместе со старшей сестрой и матерью переехал в родной город своей матери Мишавака, Индиана, где в 2001 году окончил среднюю школу. Драйвер получил баптистское воспитание и пел в церковном хоре.
Драйвер назвал себя в подростковом возрасте «отщепенцем». В интервью он рассказал, что забирался на радиовышки, поджигал предметы и вместе с друзьями основал бойцовский клуб, вдохновившись фильмом «Бойцовский клуб» 1999 года. После окончания школы он работал продавцом, продавая пылесосы Kirby, а также телемаркетологом в компании по гидроизоляции подвалов. Он подал заявление в Джульярдскую школу драматического искусства, но не был принят.
После событий 9/11 Драйвер поступил в Корпус морской пехоты, где стал миномётчиком 1-го батальона 1-го полка 1-й дивизии. Он прослужил 2 года и 8 месяцев, когда был комиссован после тяжёлого перелома грудины, полученного на горном велосипеде, прямо перед отправкой подразделения в Ирак.
Обучался в Университете Индианаполиса, прежде чем поступить в Джульярдскую школу в 2005 году, в которой он обучался на отделении драмы (группа 38) и окончил со степенью бакалавра изящных искусств в 2009 году. В 2010 году он дебютировал на бродвейской сцене в постановке «Профессия миссис Уоррен», после чего начал свою карьеру на телевидении и в кино.
С тех пор он появился в кинофильмах «Дж. Эдгар», «Линкольн» и «Внутри Льюина Дэвиса», прежде чем получить главную роль в предстоящем фильме «Дальше живите сами», наравне с Конни Бриттон, Тиной Фей, Джейн Фондой и Джейсоном Бейтманом.
В сентябре 2014 года был удостоен главного актёрского приза Венецианского кинофестиваля — Кубка Вольпи — за работу в итальянской драме «Голодные сердца» (30-летний актёр победил своих основных соперников киноэкрана Аль Пачино, Уиллема Дефо и Майкла Китона).
В 2015 году получил широкую известность после выхода на экраны фильма Звёздные войны: Пробуждение силы. 22 января 2019 года был номинирован на «Оскар» в категории «Лучшая мужская роль второго плана» (фильм «Чёрный клановец»). Через год, 13 января 2020 года, вновь номинирован на «Оскар», но в категории «Лучшая мужская роль» (фильм «Брачная история»).
В мае 2022 года было объявлено об утверждении Драйвера на главную роль в фильме Фрэнсиса Форда Коппола «Мегалополис» вместо выбывшего из проекта Оскара Айзека.
В феврале 2022 года Драйвер получил роль Энцо Феррари в биографическом фильме Майкла Манна «Феррари». Драйвер заменил Хью Джекмана, который изначально был выбран исполнителем главной роли в фильме. В фильме 38-летний Драйвер сыграл 59-летнего Энцо Феррари во время его семейного кризиса и грозящего банкротства.

## Личная жизнь
С 2013 года Драйвер женат на актрисе Джоэнн Такер, с которой познакомился ещё во время обучения в Джульярдской школе. Супруги живут в Бруклине и воспитывают сына, рождение которого они долгое время держали в секрете от прессы. У них есть собака (помесь ротвейлера и питбуля) по кличке Moose (Лось).

## Фильмография
| Год       | Название на русском                 | Название на английском            | Роль                    | Примечания                                                                                          |
| --------- | ----------------------------------- | --------------------------------- | ----------------------- | --------------------------------------------------------------------------------------------------- |
| 2010      | Вы не знаете Джека                  | You Don’t Know Jack               | Глен Стетсон            | Телефильм                                                                                           |
| 2010      | Закон и порядок                     | Law & Order                       | Робби                   | 1 эпизод                                                                                            |
| 2011      | Дж. Эдгар                           | J. Edgar                          | Вальтер Лайл            | |
| 2012      | Закон и порядок: Специальный корпус | Law & Order: Special Victims Unit | Джейсон Робертс         | 1 эпизод                                                                                            |
| 2012      | Гейби                               | Gayby                             | Нил                     | |
| 2012      | Не махал, а тонул                   | Not Waving But Drowning           | Адам                    | |
| 2012—2017 | Девчонки                            | Girls                             | Адам Саклер             | Номинация — Премия «Эмми» за лучшую мужскую роль второго плана в комедийном телесериале (2013—2014) |
| 2012      | Милая Фрэнсис                       | Frances Ha                        | Лев                     | |
| 2012      | Линкольн                            | Lincoln                           | Сэмюэл Беквит           | |
| 2013      | Синяя птица                         | Bluebird                          | Уолтер                  | |
| 2013      | Внутри Льюина Дэвиса                | Inside Llewyn Davis               | Эл Коди                 | |
| 2013      | Тропы                               | Tracks                            | Рик Смолан              | |
| 2013      | Дружба и никакого секса             | The F Word                        | Аллан                   | |
| 2014      | Дальше живите сами                  | This Is Where I Leave You         | Филипп Олтман           | |
| 2014      | Пока мы молоды                      | While We’re Young                 | Джейми                  | |
| 2014      | Голодные сердца                     | Hungry Hearts                     | Джуд                    | |
| 2015      | Звёздные войны: Пробуждение силы    | Star Wars: The Force Awakens      | Кайло Рен               | |
| 2016      | Специальный полуночный выпуск       | Midnight Special                  | Пол Севьер              | |
| 2016      | Патерсон                            | Paterson                          | Патерсон                | |
| 2016      | Молчание                            | Silence                           | отец Франциско Гаррпе   | |
| 2017      | Удача Логана                        | Logan Lucky                       | Клайд Логан             | |
| 2017      | Звёздные войны: Последние джедаи    | Star Wars: The Last Jedi          | Кайло Рен               | |
| 2018      | Человек, который убил Дон Кихота    | The Man Who Killed Don Quixote    | Тоби Грисони            | |
| 2018      | Чёрный клановец                     | BlacKkKlansman                    | Флип Циммерман          | Номинация — Премия «Оскар» за лучшую мужскую роль второго плана                                     |
| 2019      | Отчёт о пытках                      | The Report                        | Дэниел Джонс            | |
| 2019      | Мёртвые не умирают                  | The Dead Don’t Die                | Офицер Рональд Петерсон | |
| 2019      | Брачная история                     | Marriage Story                    | Чарли Барбер            | Номинация — Премия «Оскар» за лучшую мужскую роль                                                   |
| 2019      | Звёздные войны: Скайуокер. Восход   | Star Wars: The Rise of Skywalker  | Кайло Рен               | |
| 2021      | Последняя дуэль                     | The Last Duel                     | Жак Ле Гри              | |
| 2021      | Дом Gucci                           | House of Gucci                    | Маурицио Гуччи          | |
| 2021      | Аннетт                              | Annette                           | Генри                   | |
| 2022      | Белый шум                           | White Noise                       | Джек Глэдни             | |
| 2023      | 65                                  | 65                                | Миллс                   | |
| 2023      | Феррари                             | Ferrari                           | Энцо Феррари            | |
| 2024      | Мегалополис                         | Megalopolis                       | Цезарь Катилина         | |
|           | Отец, мать, сестра, брат            | Father, Mother, Sister, Brother   |                         | |